# Cameron McEvoy
Cameron McEvoy (Gold Coast, 13 mei 1994) is een Australische zwemmer. Hij vertegenwoordigde zijn vaderland op de Olympische Zomerspelen 2012 in Londen, de Olympische Zomerspelen 2016 in Rio de Janeiro, de Olympische Zomerspelen 2021 in Tokio en de Olympische Zomerspelen 2024 in Parijs.

## Carrière
McEvoy behaalde twee gouden en één bronzen medaille tijdens de wereldkampioenschappen zwemmen jeugd 2011 in Lima. Op de Australische kampioenschappen zwemmen 2012 in Adelaide wist hij zich via de 4x100 en 4x200 meter vrije slag estafette te kwalificeren voor de Olympische Zomerspelen van 2012 in Londen. In Londen zwom hij samen met James Roberts, Tommaso D'Orsogna en James Magnussen in de series van de 4x100 meter vrije slag, in de finale eindigden Roberts en Magnussen samen met Matt Targett en Eamon Sullivan op de vierde plaats. Op de 4x200 meter vrije slag vormde hij samen met David McKeon, Ned McKendry en Ryan Napoleon een team in de series, in de finale eindigden McKendry en Napoleon samen met Thomas Fraser-Holmes en Kenrick Monk op de vijfde plaats.
Op de wereldkampioenschappen zwemmen 2013 in Barcelona eindigde McEvoy vierde op de 100 meter vrije slag en zevende op de 200 meter vrije slag. Samen met James Magnussen, Tommaso D'Orsogna en James Roberts eindigde McEvoy vierde in de finale van de 4x100 meter vrije slag. Op de 4x100 meter wisselslag zwom hij samen met Ashley Delaney, Christian Sprenger en Kenneth To in de series, in de finale sleepten Delaney en Sprenger samen met Tommaso D'Orsogna en James Magnussen de zilveren medaille in de wacht. Voor zijn aandeel in de series werd McEvoy beloond met eveneens de zilveren medaille.
In Glasgow nam de Australiër deel aan de Gemenebestspelen 2014. Op dit toernooi veroverde hij de zilveren medaille op de 50, de 100 en de 200 meter vrije slag. Samen met Tommaso D'Orsogna, Matt Abood en James Magnussen behaalde hij de gouden medaille op de 4x100 meter vrije slag. Op de 4x200 meter vrije slag legde hij samen met David McKeon, Ned McKendry en Thomas Fraser-Holmes beslag op de gouden medaille. Samen met Josh Beaver, Kenneth To en Tommaso D'Orsogna zwom hij in de series van de 4x100 meter wisselslag, in de finale sleepten Mitch Larkin, Christian Sprenger, Jayden Hadler en James Magnussen de zilveren medaille in de wacht. Voor zijn aandeel in de series werd McEvoy beloond met eveneens de zilveren medaille. Tijdens de Pan-Pacifische kampioenschappen zwemmen 2014 in Gold Coast veroverde McEvoy de gouden medaille op de 100 meter vrije slag en de bronzen medaille op de 200 meter vrije slag, op de 50 meter vrije slag eindigde hij op de vierde plaats. Op de 4x100 meter vrije slag behaalde hij samen met Tommaso D'Orsogna, James Magnussen en Matt Abood de gouden medaille. Samen met David McKeon, Mack Horton en Thomas Fraser-Holmes legde hij, op de 4x200 meter vrije slag, op de bronzen medaille. Op de 4x100 meter wisselslag sleepte hij samen met Mitch Larkin, Jake Packard en Tommaso D'Orsogna de bronzen medaille in de wacht. Op de wereldkampioenschappen kortebaanzwemmen 2014 in Doha eindigde de Australiër vijfde op de 100 meter vrije slag en als zesde op de 50 meter vrije slag, daarnaast strandde hij in de series van de 200 meter vrije slag. Samen met Matt Abood, Travis Mahoney en Tommaso D'Orsogna eindigde hij als vijfde op de 4x100 meter vrije slag. Op de 4x100 meter wisselslag eindigde hij samen met Mitch Larkin, Jake Packard en Tommaso D'Orsogna op de zesde plaats.
In Kazan nam McEvoy deel aan de wereldkampioenschappen zwemmen 2015. Op dit toernooi veroverde hij de zilveren medaille op de 100 meter vrije slag, op de 200 meter vrije slag eindigde hij op de achtste plaats. Samen met David McKeon, Daniel Smith en Thomas Fraser-Holmes sleepte hij de bronzen medaille in wacht op de 4x200 meter vrije slag. Op de 4x100 meter wisselslag behaalde hij samen met Mitch Larkin, Jake Packard en Jayden Hadler de zilveren medaille.
Tijdens de Olympische Zomerspelen van 2016 in Rio de Janeiro eindigde de Australiër als zevende op de 100 meter vrije slag, op de 50 meter vrije slag strandde hij in de halve finales. Samen met James Roberts, Kyle Chalmers en James Magnussen veroverde hij de bronzen medaille op de 4x100 meter vrije slag. Op de 4x100 meter wisselslag zwom hij samen met Mitch Larkin, Jake Packard en David Morgan in de series, in de finale legden Larkin, Packard en Morgan samen met Kyle Chalmers beslag op de bronzen medaille. Voor zijn aandeel in de series ontving McEvoy eveneens de bronzen medaille.
In 2017 was McEvoy van de partij op de WK in Boedapest. Op de 50 meter vrije slag sneuvelde McEvoy in de halve finales, terwijl hij met een 4e plaats op de 100 meter vrije slag net naast de medailles greep. In Gold Coast nam McEvoy deel aan de Gemenebestspelen 2018. Op dit toernooi veroverde hij de bronzen medaille op de 50 meter vrije slag, achter Benjamin Proud en Bradley Tandy. Samen met James Magnussen, Jack Cartwright en Kyle Chalmers behaalde hij de gouden medaille op de 4x100 meter vrije slag. Op de wereldkampioenschappen zwemmen 2019 zwom McEvoy opnieuw naar 2 medailles: Op de 4x100m vrije slag was hij aan de zijde van Clyde Lewis, Alexander Graham en Kyle Chalmers goed voor de bronzen medaille. Enkele dagen later zwom hij mee in de reeksen van de  4x100m vrije slag gemengd. Later behaalden zijn landgenoten zilver in de finale, zodat McEvoy ook een zilveren medaille werd toebedeeld.
In 2021 nam McEvoy een derde keer deel aan de Olympische Zomerspelen. Op de 50m vrije slag eindigde hij op de 29e plaats en op de 100m vrije slag 24e. McEvoy zwom voor Australië ook mee in de reeksen van de 4x100m vrije slag waarin Australië de 3e tijd liet optekenen. In de finale zwommen zijn landgenoten naar de bronzen medaille. In 2023 behaalde McEvoy zijn eerste wereldtitel dankzij winst op de 50m vrije slag op de WK in Fukuoka. Een jaar later, bereikte McEvoy opnieuw de finale op de 50m vrije slag tijdens de WK in Doha. MeEvoy moest dit keer zijn meerdere erkennen in Vladyslav Bukhov zodat hij een 5e zilveren medaille op een WK  behaalde. Op de 50 meter vlinderslag was McEvoy goed voor de bronzen medaille.
In 2024 nam McEvoy voor de vierde keer aan de Olympische Zomerspelen. In Parijs behaalde McEvoy zijn eerste Olympische titel dankzij winst in de finale van de 50m vrije slag, voor de Brit Ben Proud en de Fransman Florent Manaudou. Eén jaar later, op de WK Zwemmen in Singapore, behaalde McEvoy een nieuwe wereldtitel op de 50m vrije slag.

## Internationale toernooien
| Jaar | Olympische Spelen                                                                                             | WK langebaan | WK kortebaan | PanPacs | Gemenebestspelen |                                           |
| ---- | --- | --- | --- | --- | --- | ----------------------------------------- |
| 2012 | 4e 4x100m vrije slag McEvoy zwom enkel de series 5e 4x200m vrije slag McEvoy zwom enkel de series             | | geen deelname | | |                                           |
| 2013 | | 4e 100m vrije slag · 7e 200m vrije slag · 4e 4x100m vrije slag · 4x100m wisselslag · McEvoy zwom enkel de series | | | |                                           |
| 2014 | | | 6e 50m vrije slag 5e 100m vrije slag 13e 200m vrije slag 5e 4x100m vrije slag 6e 4x100m wisselslag                                                                      | 4e 50m vrije slag · 100m vrije slag · 200m vrije slag · 4x100m vrije slag · 4x200m vrije slag · 4x100m wisselslag | 50m vrije slag · 100m vrije slag · 200m vrije slag · 4x100m vrije slag · 4x200m vrije slag · 4x100m wisselslag · McEvoy zwom enkel de series |                                           |
| 2015 | | 100m vrije slag · 8e 200m vrije slag · 4x200m vrije slag · 4x100m wisselslag                                     | | | |                                           |
| 2016 | 11e 50m vrije slag · 7e 100m vrije slag · 4x100m vrije slag · 4x100m wisselslag · McEvoy zwom enkel de series | | geen deelname | | |                                           |
| 2017 | | 9e 50m vrije slag 4e 100m vrije slag DSQ 4x100m vrije slag 9e 4x100m wisselslag                                  | | | |                                           |
| 2018 | | | 6e 50m vrije slag 9e 100m vrije slag 4e 4x50m vrije slag 5e 4x100m vrije slag 5e 4x200m vrije slag 8e 4x50m wisselslag 8e 4x100m wisselslag 6e 4x50m vrije slag gemengd | geen deelname | 50m vrije slag · 4e 100m vrije slag · 4x100m vrije slag                                                                                      |                                           |
| 2019 | | 10e 50m vrije slag · 4x100m vrije slag · 4x100m vrije slag gemengd · McEvoy zwom enkel de series                 | | | geen deelname |                                           |
| 2020 | Geen toernooien vanwege de coronapandemie                                                                     | Geen toernooien vanwege de coronapandemie                                                                        | Geen toernooien vanwege de coronapandemie | Geen toernooien vanwege de coronapandemie                                                                         | Geen toernooien vanwege de coronapandemie | Geen toernooien vanwege de coronapandemie |
| 2021 | 29e 50m vrije slag · 24e 100m vrije slag · 4x100m vrije slag · McEvoy zwom enkel de series                    | | geen deelname | | |                                           |
| 2022 | | geen deelname | geen deelname | | geen deelname |                                           |
| 2023 | | 50m vrije slag · 18e 50m vlinderslag                                                                             | | | |                                           |
| 2024 | 50m vrije slag                                                                                                | 50m vrije slag · 50m vlinderslag                                                                                 | geen deelname | | |                                           |
| 2025 | | 50m vrije slag                                                                                                   | | | |                                           |

## Persoonlijke records
Bijgewerkt tot en met 3 augustus 2025
Kortebaan
| Afstand         | Tijd    | Datum            | Plaats   |
| --------------- | ------- | ---------------- | -------- |
| 50m vrije slag  | 20,75   | 28 november 2015 | Sydney   |
| 100m vrije slag | 46,19   | 3 november 2016  | Brisbane |
| 200m vrije slag | 1.40,80 | 27 november 2015 | Sydney   |
| 50m vlinderslag | 23,66   | 2 november 2012  | Peking   |

Langebaan
| Afstand         | Tijd    | Datum         | Plaats    |
| --------------- | ------- | ------------- | --------- |
| 50m vrije slag  | 21,06   | 29 juli 2023  | Fukuoka   |
| 100m vrije slag | 47,04   | 10 april 2016 | Adelaide  |
| 200m vrije slag | 1.45,46 | 2 april 2014  | Brisbane  |
| 50m vlinderslag | 23,07   | 14 juni 2023  | Melbourne |